# Gesonia nigrofusca
Gesonia nigrofusca är en fjärilsart som beskrevs av Swinhoe 1885. Gesonia nigrofusca ingår i släktet Gesonia och familjen nattflyn. Inga underarter finns listade i Catalogue of Life.